# Campionati europei Under-20 1955-1956 (hockey su pista)
I Campionati Europei Under-20 1955-1956 sono stati la 2ª edizione dei campionati europei Under-20 di hockey su pista; la manifestazione venne disputata in Spagna a Barcellona dal 17 al 20 novembre 1955 e dal 26 al 28 aprile 1956.

La competizione fu organizzata dalla Fédération Internationale de Roller Sports.

Il torneo fu vinto dalla nazionale spagnola per la 1ª volta nella sua storia.

## Nazionali partecipanti
- Belgio
- Germania Ovest
- Italia
- Paesi Bassi
- Portogallo
- Spagna

## Prima fase
La prima fase del torneo è stata disputata a Barcellona dal 17 al 20 novembre 1955.

### Risultati
| Barcellona novembre 1955 | Belgio | 1 – 2 | Germania Ovest |  |

| Barcellona novembre 1955 | Belgio | 1 – 6 | Italia |  |

| Barcellona novembre 1955 | Belgio | 1 – 2 | Paesi Bassi |  |

| Barcellona novembre 1955 | Belgio | 0 – 9 | Portogallo |  |

| Barcellona novembre 1955 | Belgio | 1 – 18 | Spagna |  |

| Barcellona novembre 1955 | Germania Ovest | 1 – 2 | Italia |  |

| Barcellona novembre 1955 | Germania Ovest | 4 – 1 | Paesi Bassi |  |

| Barcellona novembre 1955 | Germania Ovest | 1 – 3 | Portogallo |  |

| Barcellona novembre 1955 | Germania Ovest | 0 – 9 | Spagna |  |

| Barcellona novembre 1955 | Italia | 3 – 0 | Paesi Bassi |  |

| Barcellona novembre 1955 | Italia | 0 – 3 | Portogallo |  |

| Barcellona novembre 1955 | Italia | 4 – 2 | Spagna |  |

| Barcellona novembre 1955 | Paesi Bassi | 0 – 8 | Portogallo |  |

| Barcellona novembre 1955 | Paesi Bassi | 1 – 7 | Spagna |  |

| Barcellona novembre 1955 | Portogallo | 0 – 1 | Spagna |  |

### Classifica
|    | Squadra        | PT | G | V | N | P | GF | GS | Diff. |
| -- | -------------- | -- | - | - | - | - | -- | -- | ----- |
| 1. | Spagna         | 8  | 5 | 4 | 0 | 1 | 37 | 6  | +31   |
| 2. | Portogallo     | 8  | 5 | 4 | 0 | 1 | 23 | 2  | +21   |
| 3. | Italia         | 8  | 5 | 4 | 0 | 1 | 15 | 7  | +8    |
| 4. | Germania Ovest | 4  | 5 | 2 | 0 | 3 | 8  | 16 | -8    |
| 5. | Paesi Bassi    | 2  | 5 | 1 | 0 | 4 | 4  | 23 | -19   |
| 6. | Belgio         | 0  | 5 | 0 | 0 | 5 | 4  | 37 | -33   |

## Seconda fase
La seconda fase del torneo è stata disputata a Barcellona dal 26 al 28 aprile 1956.

### Risultati
| Barcellona aprile 1956 | Italia | 0 – 4 | Portogallo |  |

| Barcellona aprile 1956 | Italia | 1 – 2 | Spagna |  |

| Barcellona aprile 1956 | Portogallo | 0 – 2 | Spagna |  |

### Classifica
|    | Squadra    | PT | G | V | N | P | GF | GS | Diff. |
| -- | ---------- | -- | - | - | - | - | -- | -- | ----- |
| 1. | Spagna     | 4  | 2 | 2 | 0 | 0 | 4  | 1  | +3    |
| 2. | Portogallo | 2  | 2 | 1 | 0 | 1 | 4  | 2  | +2    |
| 3. | Italia     | 0  | 2 | 0 | 0 | 2 | 1  | 6  | -5    |

## Campioni
| Campione d'Europa Under-20 1955-1956 |
| ------------------------------------ |
| Spagna 1º titolo                     |